# 358 aC
El 358 aC va ser un any del calendari romà prejulià. En aquell temps, era conegut com a any del consolat d'Ambust i Pròcul (o, més rarament, any 396 ab urbe condita o de la fundació de la ciutat). L'ús del nom «358 aC» per referir-se a aquest any es remunta a l'alta edat mitjana, quan el sistema Anno Domini va ser el mètode de numeració dels anys més comú a Europa.

## Esdeveniments

### Imperi Aquemènida
- Artaxerxes III esdevé oficialment rei dels reis de l'Imperi Aquemènida.[2]

### Antiga Grècia
- Filip II de Macedònia, amb un nou exèrcit, empren la guerra contra els il·liris. Aconsegueix una gran victòria, i en la batalla massacra l'exercit enemic i mor Bardil·lis, rei d'Il·líria, i ocupa gran part del país. Filip II ocupa la ciutat d'Amfípolis i la seva zona propera, rica en mines d'or.[3]
- Mausol, rei de Cària, es va aliar amb Rodes, Quios i la ciutat de Bizanci contra Atenes en l'anomenada Guerra social, i sembla que en va ser el principal instigador, però només se sap que la seva participació va consistir en enviar un cos de tropes a defensar Quios.[4]

### Sicília
- Andròmac, pare de l'historiador Timeu, va comprar la ciutat de Taormina i junt amb els antics habitants de Naxos que quedaven, i sota la seva direcció es van establir a la ciutat, que aviat es va engrandir.[5]

### Antiga Roma
- Aquest any són escollits cònsols Gai Fabi Ambust i Gai Plauci Pròcul. Pròcul va fer la guerra als hèrnics, als que va vèncer i va ocupar la ciutat de Ferentínum, obtenint els honors d'un triomf.[6]
- Davant del perill imminent dels gals, que havien entrat pel territori de Praeneste fins a Pèdum, Gai Sulpici Pètic va ser nomenat dictador. Pètic va establir un campament fortificat però els soldats van començar a murmurar perquè volien combatre. Finalment va lliurar la batalla i va obtenir la victòria no sense dificultats. Va dedicar al Capitoli una considerable quantitat d'or que formava part del botí.[7]

## Necrològiques
- Mor assassinat Alexandre de Feres, tirà de la ciutat de Feres a Tessàlia. Dormia en una cambra inaccessible, amb guardians per arreu i un ferotge gos a la porta. Alexandre estava casat amb sa cosina Thebe, filla de Jàson que el va assassinar amb la complicitat dels seus germans, un dels quals, Tisifó, el va succeir, però amb Thebe exercint el poder a l'ombra.[8]